# Макаров, Александр Денисович
Александр Денисович Макаров (26 февраля 1912, Бутырки, Саратовская губерния — 21 февраля 1987) — сапёр 114-го инженерно-сапёрного батальона ефрейтор — на момент представления к награждению орденом Славы 1-й степени.

## Биография
Родился 26 февраля 1912 года в селе Бутырки Петровского уезда Саратовской губернии (ныне — Лопатинского района Пензенской области). Окончил 4 класса. Работал в колхозе.
В 1941 году был призван в Красную Армию. В боях Великой Отечественной войны с апреля 1942 года. К весне 1944 года красноармеец Макаров воевал сапером в 114-м инженерно-саперном батальоне 6-й инженерно-саперной бригады. Особо отличился в боях за освобождение Польши и Чехословакии.
5 марта 1944 года в районе населенного пункта Тадеушполь при подготовке наступления красноармеец Макаров проделал проход в минном поле противника и снял много мин.
Приказом от 10 июня 1944 года красноармеец Макаров Александр Денисович награждён орденом Славы 3-й степени.
8 сентября 1944 года в районе населенного пункта Санок ефрейтор Макаров проделал проходы в минных полях противника, сняв свыше 30 мин.
Приказом от 24 октября 1944 года ефрейтор Макаров Александр Денисович награждён орденом Славы 2-й степени.
27 ноября 1944 года в районе города Михаловце ефрейтор Макаров обследовал заминированный мост через реку Лабарец. Обнаружил мощное взрывное устройство с часовым механизмом, обезвредил его, чем спас мост на реке от взрыва.
Указом Президиума Верховного Совета СССР от 24 марта 1945 года за образцовое выполнение заданий командования в боях с немецко-вражескими захватчиками ефрейтор Макаров Александр Денисович награждён орденом Славы 1-й степени. Стал полным кавалером ордена Славы.
В 1945 году был демобилизован. Вернулся на родину. Жил в родном селе Бутырки. Работал в колхозе.
Скончался 21 февраля 1987 года. Похоронен на кладбище села Чардым Лопатинского района.
Награждён орденами Отечественной войны 1-й степени, Славы 3-х степеней, медалями.